# (14627) Emilkowalski
(14627) Emilkowalski est un astéroïde de la ceinture principale.

## Description
(14627) Emilkowalski est un astéroïde de la ceinture principale. Il fut découvert le 7 novembre 1998 à Zephyrhills par Richard A. Kowalski. Il présente une orbite caractérisée par un demi-grand axe de 2,60 UA, une excentricité de 0,15 et une inclinaison de 17,7° par rapport à l'écliptique.

## Compléments